# Heinrich Tiedemann (Politiker, 1800)
Heinrich Tiedemann (* 23. Oktober 1800 in Hademarschen; † 4. Mai 1851 in Rendsburg) war ein deutscher Landmesser, Landinspektor, Gutsbesitzer und Politiker.

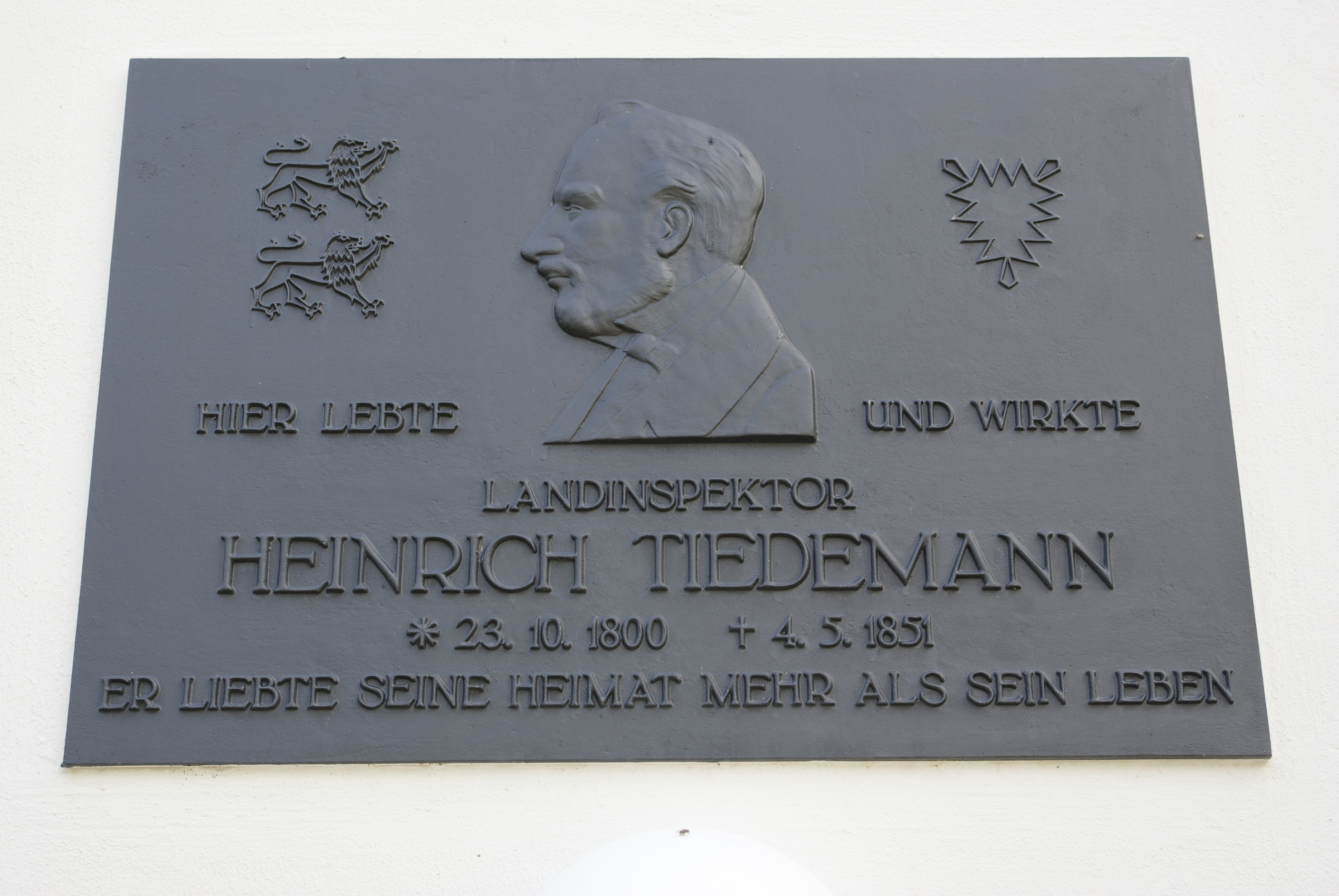
Gedenktafel für Heinrich Tiedemann

## Eltern
Heinrich Tiedemann war ein Sohn von Christoph(er) Tiedemann (* 1. August 1766 in Beringstedt; † 5. April 1817 in Osterstedt). Der Vater arbeitete als Landmesser und ab 1800 bei der Eindeichung des Karolinenkoogs. Ab 1805 war er Halbhufner in Osterstedt. Seine Mutter Maria, geborene Jarstorf (* 20. Oktober 1760 in Poyenberg im Kirchspiel Kellinghusen; † 15. April 1807 in Osterstedt) war eine Tochter des Kätners Christian Jar(g)storf, (* um 1723; † 1. April 1788 in Poyenberg) und von Magdalena, geborene Stenner (* um 1724; † 25. September 1778 in Poyenberg).
Tiedemanns Vater heiratete 1809 in zweiter Ehe Marike (Maria), geborene Trede (* 22. August 1783 in Osterstedt; † 16. Oktober 1867). Ihr Vater Ehler Trede (* um 1757; † 31. März 1824 in Osterstedt) war ein Kätner und Weber. Die zweite Ehefrau heiratete 1820 den Insten und Weber Andreas Harms.

## Kindheit und Jugend
Tiedemanns Kindheit und Jugend sind nur wenig dokumentiert. Der Vater war ein Inste und hatte neben Heinrich fünf weitere, ältere Kinder. Nach dem Tod der ersten Ehefrau des Vaters brachte die Stiefmutter drei weitere Kinder mit in den Haushalt ein. Mit so vielen Kindern und geringem Einkommen des Vaters muss die Kindheit karg gewesen sein.
Tiedemann lebte zunächst in Hademarschen, wo sich die Familie erst unmittelbar vor seiner Geburt niedergelassen hatte. 1805 erwarb der Vater eine Landstelle in Osterstedt, wo Tiedemann im Alter von sechs Jahren erstmals zur Schule ging. Nach dem Tod der Mutter im Folgejahr blieb er offensichtlich wiederholt der Schule fern, um Gänse zu hüten. Gemäß fragmentarischen autobiographischen Aufzeichnungen seines Nachlasses vermisste er seine leibliche Mutter lebenslang. Eine enge Beziehung zu seiner Stiefmutter baute er nie auf.
Weitere Informationen, die Tiedemanns Privatleben betreffen, sind fast ausschließlich in der Autobiographie seines Sohnes zu finden. Nach dem Tod seines Vaters verließ Tiedemann vermutlich das Elternhaus und durchlief eine Ausbildung zum Landvermesser. Erste Kenntnisse hierüber hatte er vermutlich von seinem Vater bekommen. In hohem Lebensalter sagte Tiedemann jedoch, dass er als 18-Jähriger noch nicht habe schreiben und lesen können. Auch die Hochdeutsche Sprache habe er erst später gelernt.

## Berufliche Tätigkeiten
Im Februar 1826 hatte Tiedemann seinen Wohnsitz in Heide und vermaß das Mieltal. Er kooperierte offensichtlich eng mit dem Deichkondukteur Ernst Johann Friedrich von Christensen. Im Mai/Juni 1826 unternahmen sie eine Reise, die von Heide nach Rendsburg, Flensburg, Lügumkloster, Ringköbing an den Limfjord führte. Auf dem Rückweg besuchten sie Holstebro, Viborg und Aarhus. Während der Reise sollten sie insbesondere die Veränderungen der Landschaft am Limfjord untersuchen, zu denen es infolge der Februarflut von 1825 gekommen war.
Deichinspektor Nikolaus Heinrich von Christensen, der Vater Ernst Johann Friedrich von Christensens, gab Anfang März 1827 bei Tiedemann ein Gutachten in Auftrag. Er sollte beurteilen, wie die Gefahren der Flut, die der ganzen Wilstermarsch aufgrund des maroden Elbdeichs bei Schelenkuhlen drohten, abgewendet werden könnten. Tiedemann empfahl, weder Zeit noch Geld in eine Sanierung dieses Deiches zu investieren, die er für kaum durchführbar hielt. Als Sofortmaßnahme regte er die Anlage eines Schlafdeiches an. Was Tiedemann darüber hinaus während dieser Jahre tat und wo er wohnte, ist nicht bekannt. Er muss sich während dieser Zeit aber umfassend weitergebildet haben. Gegebenenfalls erlernte er in diesen Jahren auch die englische Sprache.
Ab Anfang Juli 1833 arbeitete Tiedemann als Landinspektor für die schleswigschen Landkommissariatsgeschäfte. Mitte August 1834 trat er in das Examinationskollegium für Landmesser in den Herzogtümern ein. Hier blieb er bis zur selbstgewählten Entlassung 1845. Aufgrund seiner großen Reisetätigkeit kannte ihn die Bevölkerung sehr gut. Tiedemann sah dabei auch die große Armut des Großteils der Einwohner, die durch eine Krise der Agrarindustrie noch an Schärfe zunahm.
Da Tiedemann häufig als Schiedsrichter bei Konflikten rekrutiert wurde, war er offenbar ein sehr guter Landmesser. Seine beruflichen Tätigkeiten waren wichtig für seine späteren Aktivitäten vor der Schleswig-Holsteinischen Erhebung.

## Besitztümer

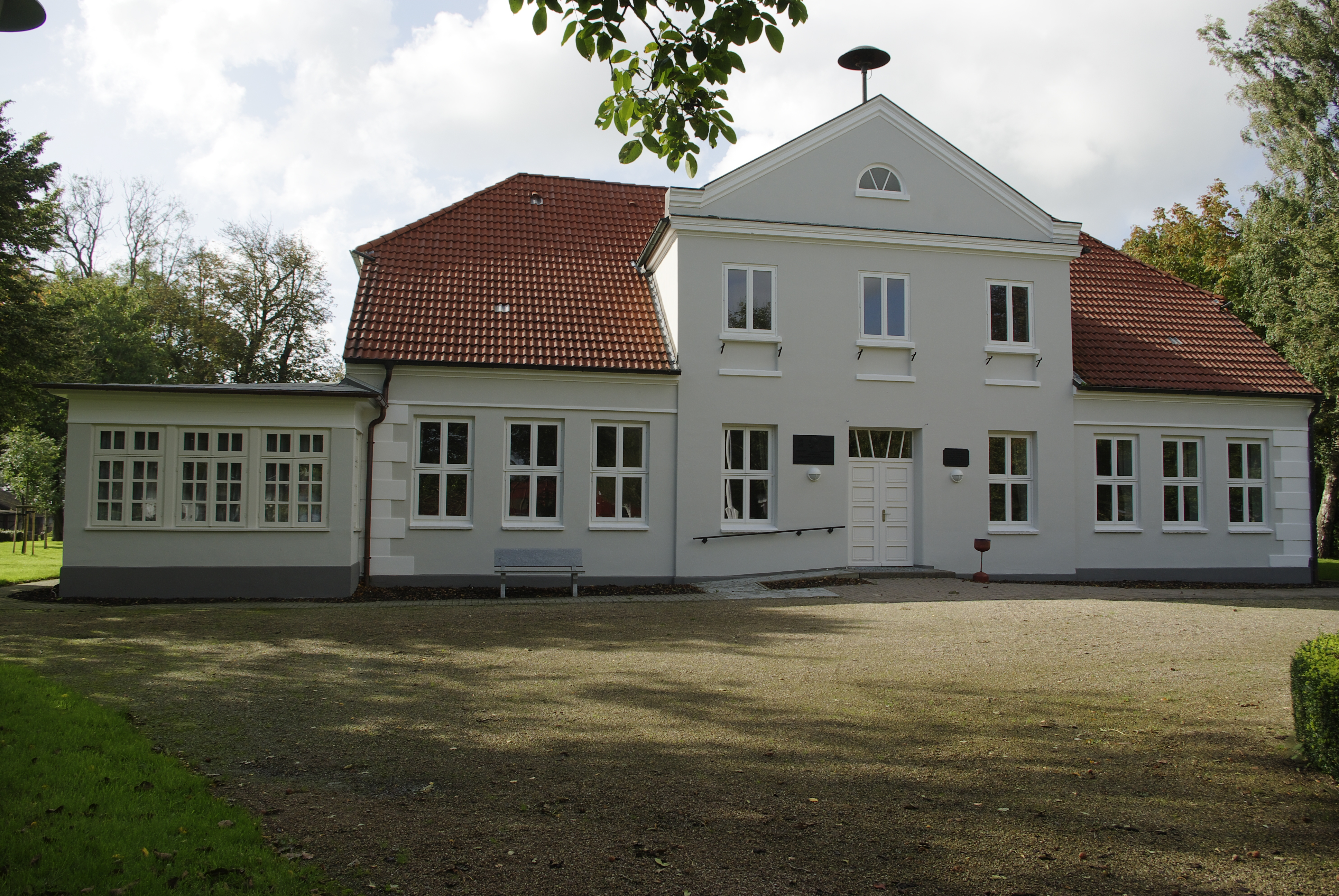
Gutshaus Johannisberg

Das berufliche Fortkommen Tiedemanns ging einher mit einem steigenden Einkommen. Seine engsten Verwandten arbeiteten weiter als Insten und Kleinbauern, während ihm ein ungewöhnlicher sozialer Aufstieg gelang. 1835 kaufte er weitestgehend den Meggerkoog inklusive des Gutshofs Johannisberg, der völlig herabgewirtschaftet war. Durch eine Dampfmaschine konnte er die Flächen des Kooges nach kurzer Zeit trockenlegen. Mithilfe weiterer Dampfmaschinen verwandelte er den Gutshof in ein prosperierendes Anwesen, das über eine Wasserschöpfmühle, eine Kornmühle, eine Bäckerei, Brauerei und Stärkefabrik verfügte. Außerdem ließ er ein neues Herrenhaus und große Wirtschaftsgebäude bauen.
Tiedemann zahlte für die ungefähr 400 Bewohner des Meggerkoogs die Kopfsteuer. 1840 erwarb er zusätzlich den Brömerkoog und baute auch diesen neu auf. Das Land diente insbesondere der Gewinnung von Heu. Um 1848 erbrachte das Gut Johannisberg einen Reinertrag von circa 20.000 Talern. Ein möglicher Grund, aber auch ein Ausdruck seines gesellschaftlichen Aufstiegs dürfte gewesen sein, dass er eine Ehefrau aus der angesehenen Familie Jessen heiratete. Das renommierteste Mitglied war seinerzeit der Psychiater Peter Jessen. Tiedemanns Erfolge machten ihn in den Herzogtümern bekannt.

## Einstieg in die Politik
Tiedemann verfasste ab Mitte der 1830er Jahre Pressemitteilungen. Dies stellte den Beginn seiner politischen Laufbahn dar. Bereits die ersten Publikationen zeigten ihn als ehrgeizige, sehr lernfähige Persönlichkeit, die über einen ausgeprägten Gerechtigkeitssinn verfügte. Außerdem hatte er bemerkenswerte unternehmerische und praktische Kenntnisse und verstand gleichzeitig ökonomische Zusammenhänge. Dies geht aus seinen Aufsätzen über staatswirtschaftliche und politische Fragestellungen hervor.
Ab 1836 schrieb Tiedemann eine Serie von Artikeln für das Kieler Correspondenzblatt. Darin forderte er, den Zoll unter dem Gesichtspunkt des Staatszwecks aufzuheben. Er thematisierte das Finanz- und Steuerwesen der Nationalökonomie, stellte eine mögliche Form einer Klassensteuer dar, die als Ersatzsteuer angelegt sein sollte, die Verpachtung der Dampfkraft und das Mathematik- und Kameralwissenschaftsstudium. In anderen Beiträgen erläuterte er das englische Steuersystem und die Basis des Steuerkatasters Frankreichs.
In Publikationen der 1840er Jahre schrieb Tiedemann über die Finanzen der Herzogtümer. Darin forderte er, diese aus dem Königreich Dänemark zu lösen und eine schleswig-holsteinische Landesbank einzurichten. Inspiriert durch Uwe Jens Lornsen interessierte er sich auch für Fragen der Verfassung. Das Gesetz zur Anordnung von Provinzialständen beurteilte er sehr positiv. Er gründete den deutschen Zollverein mit und besuchte parlamentarische Verhandlungen in Landtagen in Mittel- und Süddeutschland. Tiedemann hielt die parlamentarische Arbeit für die beste Möglichkeit, die von ihm angestrebte Reformen zu realisieren.
1841 reiste Tiedemann durch Deutschland und England. Dabei traf er unter anderem die Liberalen Heinrich von Gagern, Georg Gottfried Gervinus, Theodor Welcker, Johann Adam von Itzstein sowie Carl Joseph Anton Mittermaier. Im Londoner Unterhaus hörte er Debattenbeiträge von John Russell, Lord Palmerston, Robert Peel und Daniel O’Connell. Letzteren fand er derart beeindruckend, dass er ihn nach der Rede persönlich kontaktierte. Offiziell sollte Tiedemann in England landwirtschaftliche Verarbeitungsbetriebe besuchen, insbesondere Ölschlägereien. Er hatte hierfür Empfehlungsschreiben erhalten, die an die dänischen Konsuln in Deutschland, Belgien, Holland und England adressiert waren.
Tiedemann hatte ab 1837 dokumentierte Geschäftskontakte mit Wilhelm Hartwig Beseler, dessen Frau eine enge Freundin seiner Gattin war. Die Ehepaare trafen sich oftmals im Meggerkoog. Andere regelmäßige Besuche empfing Tiedemann von Theodor Olshausen und Ferdinand Jacobsen. Olshausen schrieb er bis Lebensende Briefe. Zu den Politikern, mit denen er sich verbündete, gehörten darüber hinaus Theodor Gülich, Georg Löck und Heinrich Hansen.

## Einzug in die Ständeversammlung
Bei der Wahl zur Schleswig-Holsteinischen Ständeversammlung gewann Tiedemann 1842 den 14. schleswigschen Wahlbezirk. Unter den Landwirten war er zu diesem Zeitpunkt bereits eine hoch angesehene Person. So erhielt er im April 1842 einen Ruf in das leitende Gremium der „Höheren Volksschule“ in Rendsburg, die auf den Landwirtschaftlichen Verein von Rendsburg zurückging. In der Ständeversammlung reihte sich Tiedemann unter den liberalen und nationalen Politikern ein. Er stellte Anträge zu meistens ökonomischen und ländlichen Themen. So wollte er die Kopfsteuer abschaffen, eine allgemeine Wehrpflicht etablieren, die Reichsbankscheidemünze revidieren und deren Wert nach Reichsbankgeld zu ermitteln. Außerdem stellte er Anträge zum Steuerbewilligungsrecht.
Tiedemann reichte zwei besondere Petitionen ein. Diese betrafen das Herauslösen der Finanzen der Herzogtümer aus denen des Königreichs und die Zulassung einer Landesbank in Schleswig-Holstein. Eine entsprechende Petition die Finanzen betreffend hatte bereits Karl Dietrich Lorentzen 1838 eingereicht. Heinrich Hansen hatte sich zuvor 1841 für eine Landesbank eingesetzt.

## Einsatz für das Finanzwesen
Tiedemann engagierte sich nicht nur in der Ständeversammlung für Reformen der Finanzen der Herzogtümer. Als bei der ländlichen Bevölkerung populäre Person besuchte er Volksversammlungen, Volks- und Sängerfeste und Festbankette. Später kamen sogenannte „Bankversammlungen“ hinzu. Dabei plädierte er für eine eigenständige Landesbank in Schleswig-Holstein und bat um Einzahlungen. Dabei legte er der Bevölkerung wiederholt nahe, patriotisch zu denken. Geschickt gelang es ihm, die materiellen Absichten einer solchen Institution mit den ideellen Anliegen der schleswig-holsteinischen Bewegung zu verknüpfen.
Tiedemann führte eine Propagandaaktion durch, die sich als sehr wirkungsvoll erwies und deutliche national-patriotische Züge hatte: Er sammelte kupferne Reichsbankscheidemünzen ein, die die Flensburger Filiale der dänischen Nationalbank, die 1844 eröffnet worden war, in Umlauf gebracht hatte. Die Münzen sandte er an Ernst von Bandel, der sie für das Hermannsdenkmal nutzen sollte.
Tiedemann trug umfangreiche Statistiken zusammen, erstellte komplizierte Kalkulation und legte diese seinem Antrag zur Trennung der Finanzen der Herzogtümer zugrunde. Er argumentierte, dass die Herzogtümer bei der steuerlichen Belastung, den Abgaben für den Staatshaushalt und der sogenannten „Bankenhaft“, die aus einer Zwangshypothek bestand, „prägraviert“ (benachteiligt) würden. Die Wörter „Prägravation“ und „Trennung der Finanzen“ entwickelten sich durch Tiedemanns Einsatz zu geläufigen Begriffen der Initiative, die die Herzogtümer vom Gesamtstaat trennen wollte.
Auf dem Haddebeyer Fest am 28. Mai 1843 sagte Tiedemann, dass der Betrug gegen die Herzogtümer im Bereich der Finanzen und Banken 39 Millionen Reichstaler betrage. Dies brachte ihm 1844 einen Prozess wegen Majestätsbeleidigung ein, der seine Bekanntheit steigerte. Es handelte sich um das erste große politische Verfahren seit dem Prozess gegen Lornsen 1831. Tiedemanns Verteidigung übernahm Wilhelm Hartwig Beseler. Der Prozess endete in zweiter Instanz mit einem Freispruch. Tiedemann war zwischenzeitlich vom Dienst suspendiert worden. Da er freiwillig nicht mehr in das Amt zurückkehrte und auf die Pensionsansprüche verzichtete, wurde er als Märtyrer für die schleswig-holsteinischen Belange angesehen.
Tiedemann konnte schließlich nicht ausreichend Kapitalgeber anwerben, die eine eigene Landesbank in Schleswig-Holstein ermöglicht hätten. Außerdem verweigerte die Regierung die notwendigen Genehmigungen und Privilegien. Gemeinsam mit drei Kaufleuten und einem Advokaten konzentrierte sich Tiedemann daher darauf, ein Bankiergeschäft in Flensburg zu eröffnen. Dieses sollte wie die eigentlich angestrebte Landesbank agieren und potentielle Geldgeber davon abhalten, in die Reichsbank zu investieren. Das Bankhaus eröffnete Mitte April 1844 und konnte dank Spendengeldern leicht höhere Zinsen zahlen, als zuvor kalkuliert. Das Bankhaus und ein im Februar 1847 eröffnetes Nebenbüro in Rendsburg existierten nur bis zur Schleswig-Holsteinischen Erhebung.

## Die Schleswig-Holsteinische Erhebung
Tiedemann agitierte für die Schleswig-Holsteinische Erhebung. Insbesondere ab 1842 hatte er wesentlichen Anteil daran, dass in den Herzogtümern ein Landesbewusstsein entstand und sich die ländliche Bevölkerung politisierte. Mit seinen klaren und offenen Reden in der Ständeversammlung entwickelte er sich zu einem der seinerzeit markanten Politiker. Die Dänen sahen in ihm die Führungsperson der Agitatoren. In Karikaturen führte er Kreuzzüge gegen die Filialbank oder wurde als Prophet des Herzogs Christian August von Schleswig-Holstein-Sonderburg-Augustenburg dargestellt.
Nach 1846 gestaltete Tiedemann die Politik nicht mehr aktiv mit. Er trat nur noch gezielt für die Öffentlichkeitsarbeit in Erscheinung. Im Herbst besuchte er insbesondere die in den süddeutschen Staaten wichtigen Stellen, darunter Ludwig I. von Bayern. Dabei sprach er über die Lage in den Herzogtümern. Publizistisch trat er nicht mehr in Erscheinung und saß auch nicht mehr in den wichtigen Gremien. Sein Sohn sagte, dass seinem Vater die Leitung des Finanzdepartements der Provisorischen Regierung angeboten worden sei, was dieser jedoch abgelehnt habe. Somit hatte er keinen Sitz im Kabinett.

## Lebensende
Die Niederlage der schleswig-holsteinischen Truppen zerstörten Tiedemanns Lebensziel. Aufgrund von mehrmonatigen Einquartierungen auf seinem Gut war er finanziell ruiniert; bereits 1850 floh er vor dänischen Soldaten nach Rendsburg. Die dänischen Herrscher hatten für den Großteil der im Rahmen der Erhebung handelnden Personen eine Amnestie ausgesprochen, die für Tiedemann jedoch nicht galt. Stattdessen wurde er des Landes verwiesen. Tiedemann überlegte, sein Gut zu veräußern und mit der Familie nach Braunschweig umzusiedeln. Er verstarb am Vorabend der geplanten Abreise. Seine Witwe konnte das Gut halten. Ein Schwiegersohn baute es später wieder auf.

## Familie
Tiedemann heiratete am 1. Oktober 1835 in Pinneberg Caroline Amalie Marie Louise Jessen (* 16. (nicht 26.) Januar 1812 in Pinneberg; 30. Juli 1887 in Westerland). Ihr Vater Johannes Willers (Wilhelm) Jessen (* 27. Juni 1779 in Flensburg; † 2. April 1851 in Pinneberg) war ein Ober- und Landesgerichtsadvokat in Pinneberg. Ihre Taufpatin war Prinzessin Caroline Amalie von Schleswig-Holstein-Sonderburg-Augustenburg.
Tiedemann war in zweiter Ehe verheiratet mit Amalie Auguste, geborene Nielsen (* 16. November 1788 in Pinneberg; † 4. April 1874 ebenda), einer Tochter des Oberförsters Detlef Nielsen.
Das Ehepaar Tiedemann hatte zwei Töchter und den Sohn Christoph Willers Marcus Heinrich, der Politiker wurde.